# British Association of International Mountain Leaders
|  | Dieser Artikel / Abschnitt wurde aufgrund von inhaltlichen oder formalen Mängeln auf der Qualitätsverbesserungsseite des Portals Berge und Gebirge eingetragen, dort werden sich erfahrene Autoren seiner annehmen. Bitte hilf mit, den Artikel zu verbessern, und beteilige dich an der Diskussion! Mängel: Zahlreiche Übersetzungsfehler, weitgehend Textwüste -- Olaf Studt (Diskussion) 18:02, 21. Okt. 2019 (CEST) |

Die British Association of International Mountain Leaders (BAIML; deutsch Britische Vereinigung internationaler Bergführer) ist ein Berufsverband für Bergführer im Vereinigten Königreich und auf der ganzen Welt. Die Gruppe vertritt die British International Mountain Leaders (IMLs), die in den Hügeln und Bergen ihres Heimatlandes, der Alpenregionen und darüber hinaus tätig sind. Vor November 2004 war die anerkannte Qualifikation der European Mountain Leader Award (EML). Nach der Gründung der Union of International Mountain Leader Associations (UIMLA) im November 2004 wurden die EMLs vor November 2004 zu International Mountain Leaders (IMLs) anerkannt. Als Verband hat BAIML mittlerweile über 600 Mitglieder, von denen die meisten den vollen IML-Award besitzen. Die Qualifikation war der European Mountain Leader Award (EML).

## Qualifikationen
Der britische IMLs wurden in Bezug auf die Fähigkeiten bewertet, die für die Führung von Wandergruppen im Gebirge erforderlich sind. Der IML-Award wird von Mountain Leader Training UK verwaltet und ist nur gültig, wenn der IML Mitglied eines nationalen Verbandes (wie BAIML) ist und eine Berufshaftpflichtversicherung hat.

## Geschichte
Der IML-Award ist ein professioneller Abschluss, der seit November 2004 von der UIMLA anerkannt wird. Vor 2004 war die entsprechende Qualifikation der EML (European Mountain Leader Award), der seit 1993 von der ehemaligen Kommission Européenne des Accompagnateurs en Montagne (CEAM) anerkannt wurde. CEAM (La Commission Européenne des Accompagnateurs en Montagne) – die Europäische Bergführerkommission – hat sich 1992 auf eine anerkannte europäische Norm geeinigt, die einen Rahmen für die von den Unterzeichnerländern (Österreich, Belgien, Frankreich, Irland, Italien, Spanien und dem Vereinigten Königreich) anerkannte Qualifikation eines Wanderführers bilden soll.
Der erste EML-Kurs fand im November 1992 bei Plas y Brenin statt. 25 Personen besuchten und absolvierten den kombinierten Trainings- und Bewertungskurs, um die ersten EML Award Inhaber zu werden. Damit die Auszeichnung als Berufsqualifikation anerkannt werden kann, bedarf es eines Verbandes, der Versicherungen, einen Verhaltenskodex und eine Vielzahl anderer Dienstleistungen anbietet. Nur durch die Mitgliedschaft in diesem Verband wird die Auszeichnung gültig. Die ersten EML-Inhaber gründeten 1993 die British Association of European Mountain Leaders (BAEML), wobei Dave Bursnall zum ersten Präsidenten gewählt wurde.